# Steene

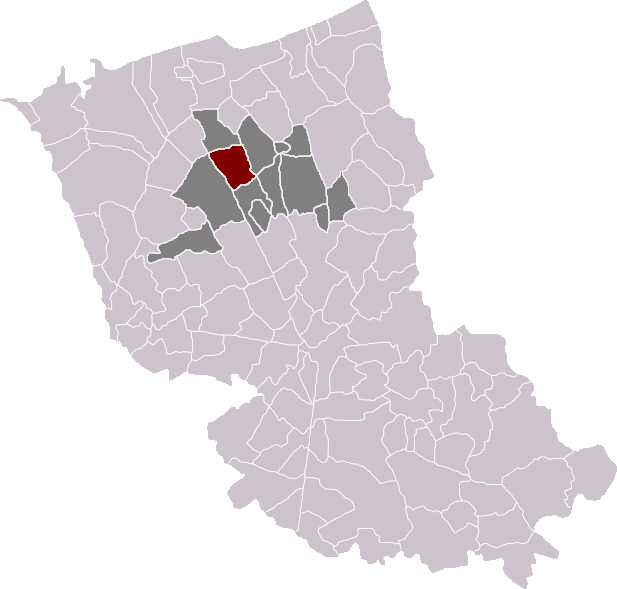
Localització de Steene

Steene  (en neerlandès Stene) és un municipi francès, situat a la regió dels Alts de França, al departament del Nord, que forma part de la Westhoek. L'any 2006 tenia 1.223 habitants. Limita amb Armbouts-Cappel, Bieren, Socx, Crochte, Pitgam i Spycker.

## Demografia
| 1962                                       | 1968 | 1975  | 1982  | 1990  | 1999  |
| ------------------------------------------ | ---- | ----- | ----- | ----- | ----- |
| 758                                        | 815  | 1.333 | 1.302 | 1.264 | 1.184 |
| Des de 1962: població sense dobles comptes |      |       |       |       |       |

## Administració
| Període   | Identitat             | Partit |
| --------- | --------------------- | ------ |
| 1937-1971 | Jean Duriez           |        |
| 1971-1983 | Jérome Flamen         |        |
| 1983-1995 | François Duriez       |        |
| 1995-     | Jean-Marie Rommelaere |        |